# 无锡丁蜀机场
無錫丁蜀機場，又稱宜兴通用机场位于江苏省无锡市宜兴市丁蜀镇大浦村，是A1級通用机场、宜兴市丁蜀通用航空产业园的主要建设内容之一。2020年3月10日正式开工建设，2022年9月2日正式取证运营，2022年11月20日正式开航。

## 历史沿革
2014年，机场被列入《江苏省“十二五”及至2030年通用机场布局规划》。当地部门随后开始研究机场的规划。
2015年9月23日，民航华东地区管理局在宜兴主持召开了宜兴通用机场选址报告审查会。会议肯定了选址报告的决策方案，认为选址具备建设机场的条件，但仍然需要补充更多的技术资料，会议要求相关单位进一步补充、完善选址报告，为审批和前期工作创下有利的条件。2016年10月19日，中国通用航空产业发展（丁蜀）论坛举行。会议确认通用机场是发展的重要内容。
机场的一期建设项目将于2017年展开，总投资近4亿元。

## 规划
宜兴通用机场位于江苏省无锡市宜兴县级市丁蜀镇大浦村，通用机场飞行区等级为2B，是江苏省规划的38个二类小型通用机场之一，也是宜兴市丁蜀通用航空产业园的主要建设内容之一。
有关人员决定采用的机型为道尼尔CD2、运5B、运12等小型固定翼飞行。

## 客運航線
2023年3月4日上午，宜兴—射阳转场航线首航，航线全长近300公里，执飞机型爲西銳SR20，总计可载客4人。